# Gymnadenia wettsteiniana
Gymnadenia wettsteiniana là một loài thực vật có hoa trong họ Lan. Loài này được O.Abel mô tả khoa học đầu tiên năm 1897.